# سياسة التأشيرات في مدغشقر
يمكن لمواطني أي دولة (باستثناء بوروندي) الحصول على تأشيرة عند الوصول أو تأشيرة إلكترونية لــمدغشقر.

## خريطة سياسة التأشيرات

سياسة التأشيرات في مدغشقر
مدغشقر
تأشيرة عند الوصول / تأشيرة إلكترونية
تأشيرة مطلوبة

## تأشيرة عند الوصول
لإقامة تصل إلى 90 يومًا، تكفي التأشيرة عند الوصول، والتي تُصدر عند الوصول إلى مطار إيفاتو الدولي في أنتاناناريفو وجميع المطارات الأخرى ذات الرحلات الدولية (مثل أنتسيرانانا، تواماسينا، توليار).

## التأشيرة الإلكترونية
أعادت مدغشقر تفعيل نظام التأشيرة الإلكترونية حوالي أبريل 2023.
يمكن العثور أدناه على أسعار التأشيرة الإلكترونية:
| مدة الإقامة | أرياري مدغشقري | دولار أمريكي | يورو | روبية هندية |
| ----------- | -------------- | ------------ | ---- | ----------- |
| 15 يومًا     | 44,125         | 10           | 10   | 817         |
| 30 يومًا     | 115,000        | 37           | 35   | 2,200       |
| 60 يومًا     | 135,000        | 45           | 40   | 2,580       |
| 90 يومًا     | 175,000        | 55           | 50   | 3,350       |

## إحصاءات الزوار
كانت معظم الزيارات من غير المقيمين القادمين إلى مدغشقر من الدول التالية من حيث الجنسية:
| الدولة           | 2017   |
| ---------------- | ------ |
| فرنسا            | 60,144 |
| موريشيوس         | 3,732  |
| الصين            | 3,083  |
| جزر القمر        | 2,757  |
| المملكة المتحدة  | 2,700  |
| إيطاليا          | 2,691  |
| الولايات المتحدة | 2,621  |
| جنوب أفريقيا     | 2,576  |
| ألمانيا          | 2,570  |
| سويسرا           | 1,786  |